# هانس آسپرگر
هانس آسپرگر (انگلیسی: Hans Asperger؛ ۱۸ فوریه ۱۹۰۶ – ۲۱ اکتبر ۱۹۸۰) یک نظریه‌پرداز پزشکی، استاد دانشگاه، و پزشک کودکان اهل اتریش بوده‌است. عمدهٔ شهرت آسپرگر به دلیل تحقیقات وی بر اختلالات ذهنی در کودکان است. از وی بیش از ۳۰۰ مقاله در زمینهٔ اختلالات توهمی به‌چاپ رسیده‌است. آسپرگر در دانشگاه وین و تحت راهنمایی فرانتس هامبورگر پزشکی آموخت. به دلیل خدمات وی در پژوهش بر روی اوتیسم، نشانگان آسپرگر به نام وی نامگذاری گردید.
الفریده یلینک، برنده جایزه نوبل ادبیات، که در کودکی از درخودماندگی رنج می‌برده، تحت درمان آسپرگر بوده‌است. مدارکی نیز مبنی بر همکاری وی با حزب نازی موجود است.